# Кардашовка (Ахтырский район)
Кардашовка (укр. Кардашівка) — село в Чернетчинской сельской общине Ахтырского района Сумской области Украины.
Код КОАТУУ — 5920384001. Население по переписи 2001 года составляет 378 человек.

## Географическое положение
Село Кардашовка находится на правом берегу реки Криничная,
выше по течению на расстоянии в 1 км расположено село Подлозиевка,
ниже по течению на расстоянии в 1 км расположено село Гай-Мошенка.
Примыкает к городу Ахтырка.
К селу примыкает большой лесной массив (сосна).
Рядом проходит автомобильная дорога Р-17.

## История
- Возле села Кардашовка обнаружено поселение раннего железного века.
- Село известно со второй половины XVII века.

## Экономика
- Свинотоварная ферма.